# فريتز زويجلت
فريدريك (بالألمانية: Fritz Zweigelt)‏ (" فريتز ") زويجلت (13 يناير 1888 - 18 سبتمبر 1964) كان عالم نبات نمساويوعالم الحشرات. ابتكر الصلبان المختلطة من عنب النبيذ الأوروبي، وأشهرها هي روتبرجر (التي سميت فيما بعد باسم Zweigelt ) وBlauburger. بعد الحرب العالمية الثانية اكتسبت قناعات وأنشطة بعض الاهتمام العام.